# Дітер Екштайн
Дітер Екштайн (нім. Dieter Eckstein; 12 березня 1964, Кель, Баден-Вюртемберг) — німецький футболіст, який виступав на позиції нападника.

## Клубна кар'єра
Екштайн розпочинав кар'єру в академії місцевого клубу «Кель», після чого у 1983 році перейшов у «Нюрнберг». Перший сезон він провів у резервній команді та допоміг їй підвищитися в Оберлігу Баварії. У сезоні 1984/85 13 голів Екштайну допомогли «Нюрнбергу» посісти перше місце у Другій Бундеслізі та піднятися до першої ліги. У січні 1989 року Дітер перейшов у франкфуртський «Айнтрахт», де провів два роки. 1991 року Екштайн повернувся до «Нюрнбергу».
У 1993 році він перейшов у «Шальке 04», де відіграв два сезони. У 1995 році Екштайн став гравцем англійського клубу «Вест Хем Юнайтед», за який не провів жодного матчу. У тому ж році він повернувся до Німеччини та приєднався до «Вальдхофа», де у 21 грі у другій лізі забив лише один м'яч. 1996 року Екштайн провів півроку у швейцарському «Вінтертурі», після чого — півтора року в «Аугсбурзі» у Регіоналізі «Південь». Наприкінці своєї кар'єри Дітер виступав в Оберлізі Баварії за «Пост/Зюд Регенсбург», потім — в аматорських клубах «Хайдінгсфельд» та «Нойзес».

## Виступи за збірну
У 1985—1986 роках Екштайн провів шість матчів за молодіжну збірну Німеччини, забивши чотири м'ячі. У 1987—1988 роках він зіграв три матчі за олімпійську збірну, проте на Олімпіаду в Сеулі не вирушив. Натомість Екштайн був включений до заявки збірної Німеччини на чемпіонат Європи 1988 року, де німці дійшли до півфіналу. Загалом на рахунку Дітера сім матчів за головну національну збірну.

## Кар'єра тренера
Після закінчення кар'єри Екштайн тренував аматорські клуби, де також був і тренером, що грає.

## Особисте життя
У віці 11 років Екштайн втратив свого батька, а у віці 14 років — матір, і з того часу він виховувався прийомними батьками. У 1988 році у Дітера помер його син у віці семи тижнів через синдром раптової дитячої смерті. У 2001 році в Екштайна був виявлений рак яєчка, який він зумів перемогти. У лютому 2001 він отримав інфаркт міокарда і пролежав п'ять днів у комі. 1 липня 2011 року, під час благодійного футбольного матчу в Регенсбурзі, Екштайн пережив зупинку серця.
Зараз Екштайн проживає в баварському Дюррвангені, де працює у футбольній школі для дітей та юнаків.